# Wilhelm Josef Grailich

Wilhelm Josef Grailich

Wilhelm Josef Grailich (* 16. Februar 1829 in Pressburg; † 13. September 1859 in Wien) war ein österreichischer Mineraloge.

## Herkunft
Seine Eltern waren der Professor Friedrich Joseph Grailich und dessen Ehefrau Sophia Karoline Neidherr.
Er studierte ab 1847 am Polytechnischen Institut und an der Universität Wien, wo er 1854 zum Dr. phil. promoviert wurde. Anschließend war er Eleve und Assistent am physikalischen Institut der Universität. Im März 1855 habilitierte er sich für Kristallographie, Physik der Kristalle, allgemeine Physik und höhere Mathematik.
1856 wurde er Assistent und als Nachfolger von Gustav Adolf Kenngott Kustos-Adjunkt am K.k. Hof-Naturalienkabinette in Wien. 1857 wurde er a.o. Professor für höhere Physik. 1858 wurde er zum korrespondierenden Mitglied der Bayerischen Akademie der Wissenschaften gewählt. Ab 1859 war er Mitglied der Akademie der Wissenschaften in Wien.
Er übersetzte William Hallowes Millers Lehrbuch der Kristallographie. Für Fluoreszenzerscheinungen bei Kristallen lieferte er eine wissenschaftliche Erklärung. Den Wheatstone’schen Schwingungsapparat verbesserte er.
Im Jahr 1910 wurde in Wien-Landstraße (3. Bezirk) die Grailichgasse nach ihm benannt.

## Familie
Grailich heiratete 1857 in Wien Caroline von Ettinghausen (1835–1913), eine Tochter des Physikers Andreas von Ettingshausen. Das Paar hatte eine Tochter.